# Guerra Grande
La Guerra Grande es el nombre que contemporáneos de los hechos e historiadores posteriores han dado al conflicto que se produjo en el área del Río de la Plata entre el 10 de marzo de 1839 y el 3 de febrero de 1852. Los beligerantes fueron los blancos del Uruguay, encabezados por Manuel Oribe, aliados de los federales argentinos, liderados entonces por Juan Manuel de Rosas, enfrentados a los colorados, aliados de los unitarios argentinos. El conflicto trascendió ampliamente la colectividad propia de las repúblicas platenses y contó con la intervención, diplomática y militar, del Brasil, Francia y el Imperio británico, además de la participación de fuerzas extranjeras —italianos de Giuseppe Garibaldi como Juan Lamberti entre otros, y también españoles y franceses— algunos de los cuales actuaron en condición de mercenarios. Se jugaron en ella intereses e ideas diversas, lo que hace que la cabal comprensión del hecho sea compleja.

## Primeros conflictos
Al comenzar la década de 1830, la Provincia Oriental devino en república y los antiguos caudillos orientales en presidentes y opositores: Fructuoso Rivera primero, y Manuel Oribe después, quien asume en 1835, tras un breve interinato de Carlos Anaya. Son años de forja de las nacionalidades aún embrionarias y las visiones son naturalmente cambiantes. La atención de muchos aún está en el virreinato, en la Liga Federal o en la Provincia Cisplatina. En 1838, y con la ayuda de la armada de Francia, Rivera derrocó al segundo presidente constitucional de la historia del Uruguay, Manuel Oribe, quien se refugió en Buenos Aires gracias a la amistad que le unía a Juan Manuel de Rosas. Se inició la Guerra Grande y con ella las consignas cambian. En agosto de 1830, una vez jurada la primera constitución de Uruguay, se convocó a las elecciones nacionales que designarían el cuerpo electoral para nombrar al primer presidente. El nuevo Estado surgía a la independencia con carencias señaladas en diversos e importantes campos. Sus límites con el poderoso Imperio brasileño no estaban acordados en forma definitiva. Su población era escasa y dispersa. Se estimaba entre unos 100 000 o 200 000 en total, de los cuales tres cuartas partes vivían en las ciudades de Montevideo, Colonia del Sacramento y Maldonado, o en sus cercanías. El resto se desperdigaba en el litoral y en el norte. En la capital y alrededores pueden estimarse unos 20 000 habitantes.

### Presidencia de Rivera
El elegido fue Fructuoso Rivera quien contaba con un gran prestigio adquirido en las diversas acciones militares en las que participó. Combinaba este perfil con un enorme carisma en grandes sectores de la población, particularmente la rural. Era un caudillo por naturaleza muy popular. Rivera asumió el gobierno el 6 de noviembre y el 11 del mismo mes designó su gabinete y principales autoridades judiciales. En él se destacaba un grupo de cuñados y concuñados: José Ellauri, Julián Álvarez, Nicolás Herrera y Juan Andrés Gelly, todos casados con hermanas de Lucas Obes. Tenían además otras cosas en común, que eran letrados y habían apoyado a la Cisplatina conformando el grupo político denominado el «Club del Barón», haciendo referencia al Barón de la Laguna, Carlos Federico Lecor. Esta relación de parentesco recibió enseguida el mote popular por el que se los conocía: «Los cinco hermanos». La dificultad, para organizar el primer gobierno de la novel república, fue encontrar patriotas preparados para ocupar los nuevos cargos, necesarios para la administración y gestión del recién creado, Estado Oriental del Uruguay.
Rivera, por su parte se concentró en pacificar el interior del país y se dedicó a recorrer la campaña, por motivos que era donde habitaba la mayor parte de la población y, por ello, se instaló en Durazno. Desde allí gobernó, y combatió la inseguridad del campo, sobre todo, grupos de indígenas diversos, entre ellos, algunos charrúas, que no se adaptaron a la vida sedentaria de la vida pacífica, de trabajo y asentamiento de las familias. Los principales aportes al endeudado erario , luego de un proceso revolucionario de muchos años, eran: el movimiento de las mercaderías por el puerto, la ganadería de las estancias y el comercio instalado. Casi inmediatamente de iniciado el gobierno, la rivalidad con Lavalleja, uno de los líderes de los Cruzada Libertadora, se hizo sentir y se distanció del gobierno. Ahora, Lavalleja se haría eco en los reclamos de algunos descontentos. Entre ellos, los que se quejaban por la política implementada por Rivera en lo que hacía referencia a las tierras, fuente de continua discordia para la sociedad oriental en todo el siglo XIX, y otros por la política administrativa y el gobierno que era conducido verdaderamente por «los cinco hermanos». Esta realidad estimuló a Juan Antonio Lavalleja a procurar la destitución de Rivera levantándose en armas en repetidas ocasiones, siendo en todas finalmente derrotado. Una de las figuras que apoyó a Rivera, fue Manuel Oribe. Para este último, el respeto a la constitucionalidad va a ser la norma a seguir.

### Presidencia de Oribe
Finalizado el caótico período de gobierno de Rivera, el 1 de marzo de 1835 fue elegido presidente de la República Manuel Oribe por unanimidad en las Cámaras. Austero, profundamente imbuido en una visión de la función pública que tenía en su esencia un componente de servicio a la sociedad, su gobierno se destacó por la austeridad en los gastos y el saneamiento de las finanzas públicas, manteniendo así una diplomacia de corte altamente nacionalista. A pesar de que el gobierno de Oribe se destacara altamente por conservar los órdenes institucionales, bajar notablemente la corrupción, la implementación de centros de higiene, tratar de construir un sistema educativo mejor (Creación de la Universidad Mayor, implementación del sistema lancasteriano, etc.), controlar el despilfarro y establecer un registro de gastos y recaudo de impuestos, en otros aspectos fue ineficiente.

## Factores externos que provocaron la guerra

### La diplomacia con el Reino Unido
Juan Francisco Giró, que era agente confidencial ante el gobierno británico, fue hacia Londres, en donde firmó un acuerdo de amistad, comercio y navegación y un empréstito de tres millones de pesos. Los británicos pusieron condiciones leoninas, que inculcaban toda clase de privilegios para su comercio y un tratado «perpetuo» de alianza. El gobierno de Oribe rechazó este préstamo, que hubiese sido fundamental para ganar la guerra contra Rivera:

No dudo que el gobierno inglés –escribía al ministro Juan María Pérez al propio Giró– coadyuvaría a la negociación de ese empréstito y aún nos regalaría la cantidad perdida a cambio de un tratado degradante; pero entiendo que nosotros no debemos vender el país, y que seremos pobres, pero decentes.

Este tratado con el Reino Unido hubiera significado una ingente cantidad de dinero para comprar armas y obtener un mayor número de tropas, perfectamente equipadas, que pudieran contener cualquier aventura militar de Rivera u otro caudillo que se atreviera a quitarle el poder legal. Además, el “tratado perpetuo de alianza” signaría la entrada directa de tropas del Imperio británico. Este apoyo tanto financiero como militar dejaría desbaratada en poco tiempo a la revolución de Rivera, impidiendo así que este se concretara en el poder del Uruguay y evitando que le declarase la guerra a Rosas. Pero la diplomacia del gobierno de Oribe fue signada por un alto elemento de nacionalismo y neutralismo, un gobierno reacio a “vender al país” a cualquier poder extranjero. Al suceder esto el gobierno británico apoyo a Rivera durante el transcurso de la Guerra Grande.

### La intervención francesa
En el segundo período de gobierno de Rosas en la Confederación Argentina se inició la intervención francesa en el Río de la Plata. En esa oportunidad, a la prepotencia de los agentes consulares, falsamente investidos de atribuciones diplomáticas que no poseían, y a la presión de la marina de guerra y sus fuerzas de desembarco, se sumó el método que se haría clásico en el imperialismo colonial de las grandes potencias: utilizar los antagonismos de las diversas facciones en que se dividían los patriciados dominantes en cada uno de los endebles Estados americanos, contra la obstinada resistencia de Rosas a “abrir el mercado interno” de la Confederación Argentina al libre mercado y a la entrada de cualquier mercancía extranjera.
En este esquema, Francia buscó pretextos —ofensas diversas a súbditos franceses radicados en la Argentina— para bloquear el puerto de Buenos Aires, solicitó a Oribe que se le permitiera usar Montevideo como base naval, a lo que este, celoso de su neutralidad, se negó. En consecuencia, en forma casi natural, Francia comenzó a apoyar a Rivera. Este último, por otra parte, contaba en sus filas con numerosos elementos unitarios (entre los que se destacaba el general Juan Lavalle) que estaban exiliados en el Uruguay y que estaban en constante contacto con Rivera, conspirando con él para derrocar al gobierno constitucional de Manuel Oribe.

## Factores internos que provocaron la guerra

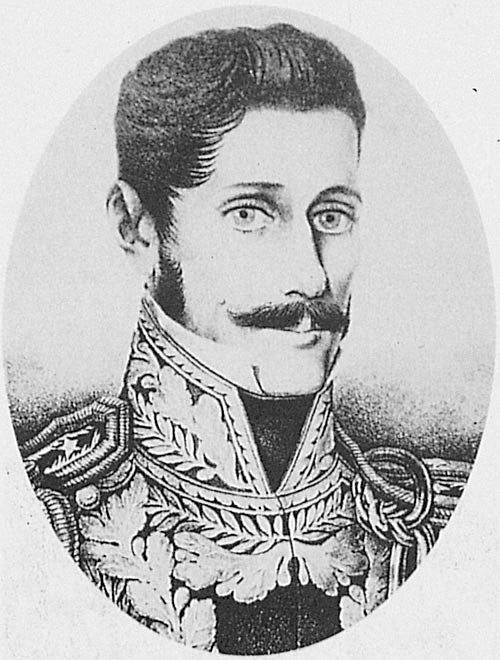
Oribe, presidente del Uruguay y aliado de los federales argentinos.

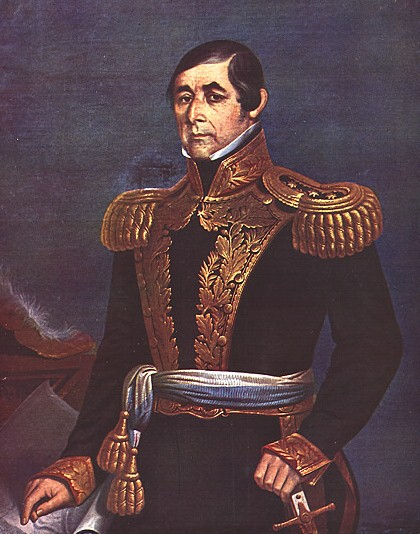
Rivera era un caudillo muy popular entre la población campesina del Uruguay.

Cuando el presidente Oribe empezó a dar amnistías e indultos a los «lavallejistas» que fraguaron planes en contra de Rivera y luego cuando los «riveristas» se sintieron amenazados por la decidida investigación que el gobierno de Oribe estaba realizando de la labor administrativa del gobierno anterior (gobierno de Rivera), la Comisión designada para analizar la administración de Rivera llegó rápidamente a conclusiones irrebatibles; había habido despilfarro y fraude. El creciente nerviosismo de Rivera alteraba cada vez más los planes de Oribe, que observaba con preocupación los contactos del caudillo con los jefes riograndenses (lo que le significaría con certeza problemas diplomáticos con el Brasil), a esto sumado el beneplácito de británicos y franceses y al compincheo abierto que tenía con los unitarios argentinos refugiados en Montevideo (lo que era preludio cierto de conflictos con Rosas). Al estallar un movimiento revolucionario en Río Grande del Sur, cerca de la frontera uruguaya (cercanía relativa, pues dicha frontera solo se conocía muy aproximadamente), Oribe se hizo cargo de la jefatura del ejército y marchó al norte, a vigilar la estricta neutralidad del país. Pese a que en los documentos tuvo la precaución de anotar que la tarea se había realizado “en acuerdo con el Comandante General de la Campaña”; Fructuoso Rivera se sintió desplazado y bajo sospecha y así se lo hizo saber al presidente:

Si ya no le soy a usted necesario, no por esto, mi amigo, se me desaire ni se me quiera faltar, porque no es lo que yo deseo esperar de la política de usted [...]. Primero dejare el puesto que ocupo que consentir ser juguete de miras o proyectos que no comprendo.

Oribe le contestó en términos conciliadores:

Nuestras relaciones, en efecto de algún tiempo a esta parte han variado de carácter, pero no tiene usted razón de culparme de mi, que he dispensado a su persona y a sus Amigos toda clase de consideración. Fíjese usted que estos últimos hace algún tiempo que se han propuesto en una guerra abierta con el Gobierno y para ello invocan en secreto su nombre, y solo ellos son los qué agitan las pasiones de los demás. Será falso lo que dicen; yo lo creo y me lisonjeo de creerlo [...] Yo, amigo, necesito de todos, y [...] cualquiera sea el motivo que en algo nos haga discordar, no por eso debemos dejar de cooperar al bien común y a la paz interior. Usted, pues, debe conservarse, porque lejos de estorbarme, cuento con su patriotismo y buenos deseos.

Las palabras, tensas pero aún cordiales, ocultaban un enfrentamiento de personalidades que venía de lejos. Los hechos se precipitaron; Oribe clausuró “El Moderador”, un diario que publicaban los unitarios porteños instalados en Montevideo y que atacaba duramente a Rosas. Rivera protestó y el 9 de enero de 1836, el presidente suprimió la Comandancia General de la Campaña. Rivera acató la medida y se fue para su estancia de Durazno, lo que motivó la sorpresa de Juan María Pérez (“todos, como yo, creíamos que [...], Rivera saltaría y que provocaría un movimiento anárquico, pero les pagó un chasco, pues se ha portado más subordinado que un veterano del virrey de la India”, dice en una carta a Giró). Pero esta pasividad se rompería estrepitosamente ante dos nuevas decisiones del gobierno de Oribe. Una era inevitable, la publicación de las conclusiones de la comisión investigadora de la administración anterior, que firmaron Juan Pedro Ramírez, Antonio Costa y Ramón Artagaveytia en junio de 1836 (ocho años luego de firmada la Convención Preliminar de Paz (1828)), pero la segunda fue un golpe a Rivera: restituyó la Comandancia General de la Campaña y nombró para desempeñar ese cargo a su hermano Ignacio Oribe. Ante esas dos iniciativas, que consideró insultantes, Rivera se alzó en armas. “Las rigideces del general Oribe, que no cabían dentro del marco primitivo de aquellas horas, originarían la revolución de 1836”.

## Conclusión
La guerra civil que inició Rivera el 18 de julio de 1836 no obedeció, en profundidad, al avatar de las relaciones entre ambos caudillos, sino a una serie de intereses internacionales que actuaron sobre los dos jefes enfrentados. Oribe estaba fuertemente presionado por Rosas, que por entonces no procedía como un aliado sino como un gobierno amenazador y prepotente (el embajador Correa Morales fue muy firme y casi grosero, frente a Oribe al exigirle garantías de que los unitarios, aliados de Rivera, no seguirían conspirando contra el gobierno de la Confederación Argentina). Rivera, a su vez, se sometía —con supuesto agrado— a las presiones de los unitarios porteños, que querían que tomase el poder y declarase la guerra a Rosas y de los caudillos riograndenses, que veían en él un potencial aliado para sus proyectos independentistas. Se sumaban las pretensiones de Francia, Reino Unido e incluso Estados Unidos, todos en plena expansión colonial y tratando de sentar sus reales en esa zona del planeta. Sin la consideración de este carácter internacional no se puede entender por qué este conflicto, inicialmente un combate más entre caudillos, tuvo las impensables consecuencias que tuvo.

## La caída de Oribe y la llegada al poder de Rivera

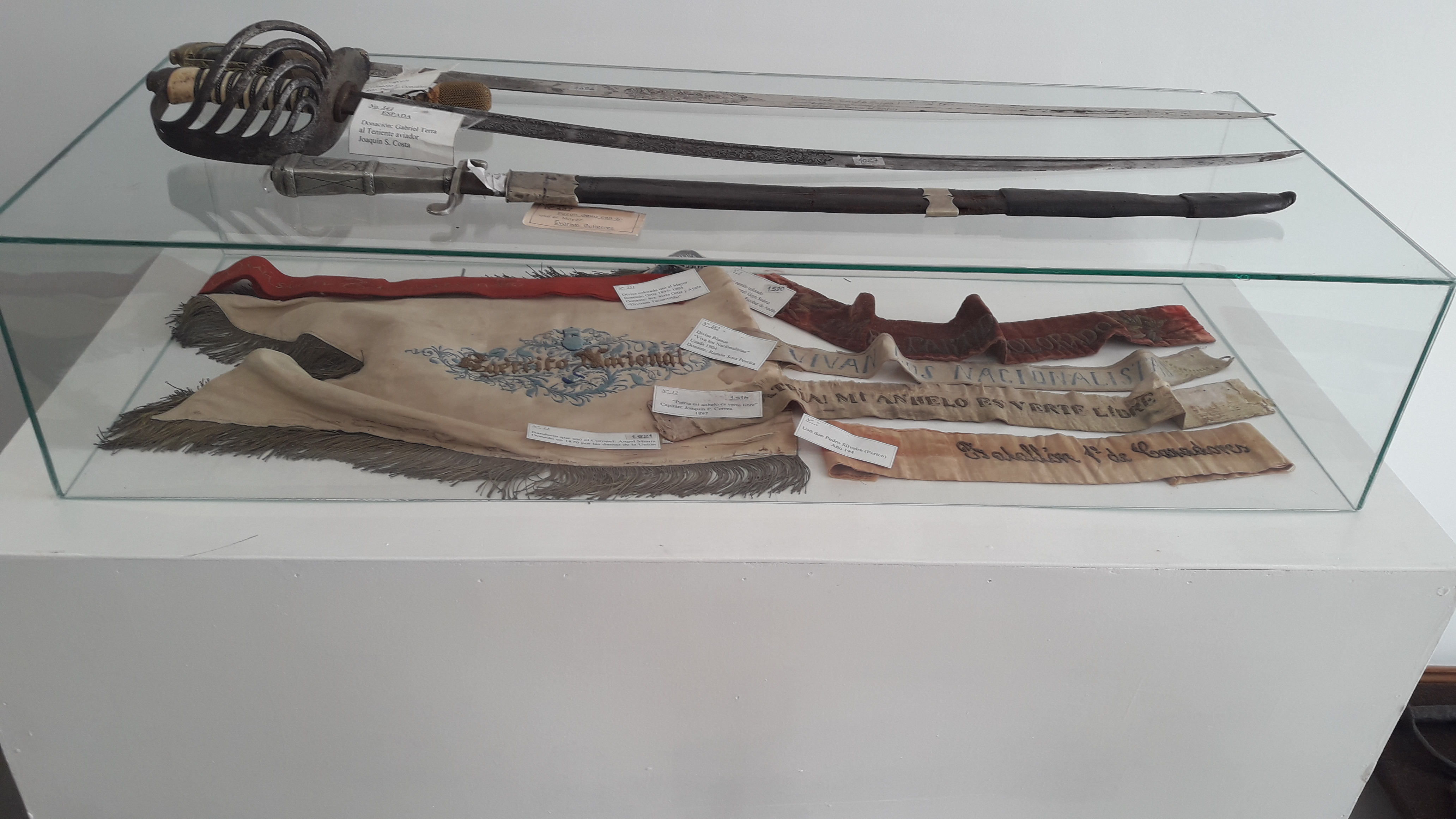
Divisas blancas y coloradas

Rivera se alzó en armas en Durazno y contó con el apoyo del general unitario Juan Lavalle, a quien Oribe odiaba por ser el que ordenó la ejecución de su amigo el caudillo federal Manuel Dorrego. Rosas envió de inmediato tropas –3000 hombres– al mando de Juan Antonio Lavalleja, que regresaba así a su patria al frente de fuerzas argentinas. Las tropas de ambos caudillos chocaron en la Batalla de Carpintería, el 19 de septiembre de 1836; en esa batalla histórica se emplearon por vez primera las divisas tradicionales: Oribe ordenó que sus tropas usaran una vincha blanca con el lema “Defensor de las Leyes” bordado en letras azules; Rivera dispuso que los suyos se distinguiesen por el color celeste, pero como los ponchos desteñían, se dice que en plena batalla ordenó que sus hombres los dieran vuelta y dejaran en vista el forro, de color rojo; nacieron así los blancos (oribistas) y los colorados (riveristas). La batalla fue ganada contundentemente por Ignacio Oribe y Rivera debió refugiarse en Brasil, pero eso no fue más que la primera fase de una guerra mucho más larga.
En 1837 Rivera volvió a invadir, esta vez con sólido apoyo de los caudillos Bento Manuel Ribeiro y Bento Gonçalves da Silva, y esta vez la suerte le fue favorable. Derrotó a Oribe en la Batalla de Yucutujá. Luego Rivera fue derrotado en la Batalla del Yí, pero el 15 de junio de 1838 obtuvo la decisiva victoria en la batalla de Palmar ante Ignacio Oribe. En esa jornada un Rivera asombrosamente entero, pese a sus 50 años, lució un legendario coraje (que César Díaz pondría en duda después de la Batalla de Arroyo Grande) y sus dotes de lancero. Terminó de decidir el triunfo de Rivera el apoyo de Francia. El 7 de octubre de 1838 el jefe de la escuadra francesa en el Río de la Plata, el contralmirante Maurice Leblanc, que estaba bloqueando el Puerto de Buenos Aires, bloqueó a la flotilla oriental al mando de Guillermo Brown y la obligó a desarmarse. Tres días después ocupó la isla Martín García . Ese fue el golpe de muerte para el gobierno de Oribe: su flota naval inutilizada, con los franceses en el poder del mar y con las fuerzas gubernamentales diezmadas por la derrota de la Batalla de Palmar. El presidente encargó entonces una comisión integrada por Carlos Jerónimo Villademoros y Joaquín Suárez. El caudillo triunfante exigió la rendición incondicional, que Oribe rechazó. Pero al producirse la caída de la isla Martín García en poder de los franceses, su situación se hizo insostenible.
El 21 de octubre de 1838 los delegados de uno y otro caudillo (Ignacio Oribe, Julián Álvarez, Francisco J. Muñoz, Giró y Chucarro por el presidente; Santiago Vázquez, Enrique Martínez, Anacleto Medina, Andrés Lamas y Joaquín Suárez, este último que había cambiado de bando sobre la marcha, por Rivera) firmaron la capitulación. El 23 de octubre se reunió la Asamblea General y el 24 de octubre Oribe presentó su famosa carta, cuyos términos siguen provocando polémica.

Convencido el Presidente de la República que su permanencia en el mando es el único obstáculo que se presenta para volver a la misma la quietud y tranquilidad que tanto necesita, viene a V.H. a resignar la autoridad que como órgano de la Nación le habéis confiado, [...] Díganos pues, H. Senadores y Representantes, admitir la irrevocable resignación que hago en este momento del puesto que he desempeñado y concederme, además, como a los ministros que quieran seguirme, una licencia temporal para separarme por algún tiempo del País, pues así lo aconseja nuestra posición. [...] El Presidente Constitucional de la República, al descender del puesto a que lo elevó el voto de sus conciudadanos, declara ante este acto que solo cede a la violencia de una facción armada cuyos esfuerzos hubieran sido impotentes si no hubieran encontrado su principal apoyo y la más decidida cooperación de la marina militar francesa, que no ha desdeñado aliarse a la anarquía para destruir el orden legal de esta república, que ninguna ofensa le ha inferido a Francia.

Oribe evitó por dos veces hablar de renuncia o dimisión y empleó el término “resignación”; a la vez que solicitó una “licencia temporal”. Es evidente que su propósito era dejar en claro que continuaba considerándose investido de la jerarquía presidencial, la que no podía ejercer por circunstancias que le eran ajenas. Este detalle jurídico tendrá importancia en los hechos inmediatos.
El 29 de octubre de 1838, en el barco británico Sparrohawk, Oribe llegó a Buenos Aires acompañado de 300 soldados y colaboradores. Rosas lo recibió como presidente constitucional y poco después le ofreció el mando de los ejércitos de la Confederación Argentina. Rivera entró en Montevideo a principios de noviembre y se hizo cargo del poder político con carácter de dictador, desplazando al presidente de la Asamblea General, Gabriel Antonio Pereira:

Rivera me recibió con gran cordialidad y me agradeció los servicios que le he prestado, declarando que a ellos debe su propia entrada de Montevideo, y como testimonio de su reconocimiento y de su franca amistad por mí, me pidió darme l’accolade, o sea, un beso a la francesa.

El 1 de marzo de 1839 Rivera fue elegido presidente constitucional, declarando la guerra a Rosas como una de las primeras medidas de su segundo gobierno.

## Conflictos

### Conflicto ideológico
La lucha entre unitarios y federales argentinos fue continuación del largo conflicto ideológico iniciado en 1811 con José Artigas. Los unitarios atacaban intransigentemente el gobierno de Rosas, manejando el esquema “civilización” contra “barbarie”, los unitarios eran generalmente defensores del liberalismo político, mientras los federales se proclamaban defensores de la soberanía nacional y acusaban a sus adversarios de ser agentes al servicio de intereses extranjeros. Los unitarios se veían como representantes de la cultura de raíz europea y calificaban como "bárbaros" a los caudillos federales, procurando su eliminación en pro del paradigma europeocéntrico de progreso. Los colorados uruguayos participaban de tal esquema, al menos los montevideanos del gobierno de la Defensa. Por su parte, los federales, liderados por Rosas, se asumían como defensores de la soberanía nacional, ejerciendo una política gubernamental de firmeza frente a lo que caracterizaban como prepotencia imperialista extranjera. Los blancos de Oribe actuaron insertos en este esquema ideológico.

### Conflicto social
Los federales expresaban a las montoneras del medio rural y Rosas, particularmente, buscó el respaldo de las clases serviles y de los sectores populares de Buenos Aires. Mientras tanto, los unitarios propugnaban que el control debía de estar en los doctores de la ciudad y no en los caudillos rurales de reminiscencias bárbaras.
Este conflicto social no solo se presentaría como un estimulante de la guerra entre unitarios y federales, sino también como un estimulante de inestabilidad para los dos bandos, dado que en ambos bandos existían caudillos y “doctores” (aunque en el bando unitario había un número mayoritario de “doctores”, existían caudillos unitarios, y en el bando federal pasaba exactamente lo contrario). Entre los caudillos y los “doctores” se produjo una intensa puja. Los conflictos en el Gobierno del Cerrito, entre Oribe por un lado y Bernardo Prudencio Berro o Eduardo Acevedo por el otro, y en el Gobierno de la Defensa entre Rivera y Venancio Flores por una parte y Manuel Herrera y Obes y Joaquín Suárez por otra parte, fueron expresión de esta oposición, que se prolongaría a lo largo de todo el siglo XIX.

### Conflicto diplomático y político
La lucha de la Confederación Argentina y de sus aliados orientales fue por el reconocimiento de derechos de soberanía nacional desconocidos o discutidos por las potencias europeas con intereses en la zona (Francia y Reino Unido). El punto central, aunque no el único fue el presunto derecho, sostenido por los señalados países, a la libre navegación de los ríos interiores, que los federales consideraban potestad de los gobiernos nacionales. Este aspecto se expresó en un largo conflicto diplomático y en la participación de las fuerzas europeas a favor de la alianza entre unitarios y colorados. La participación del Brasil en el desenlace del conflicto, que tan caro costó al Uruguay, tuvo otras características y se enmarca en la pretensión histórica del Brasil de extender su límite sur lo más cerca posible del Río de la Plata, al que siempre consideró su frontera natural.

### Las dos «legalidades»
La lucha en el Uruguay, de blancos contra colorados, centrada en la pretensión de Manuel Oribe de ser reconocido como presidente legal del país por haber sido derrocado por un levantamiento situado al margen de toda la legalidad. Dos “legalidades” (ambas igualmente ilegales de acuerdo con el texto constitucional) se enfrentaron: la del gobierno de Manuel Oribe, ejercido sobre todo el país menos Montevideo desde el llamado gobierno del Cerrito, y la del llamado gobierno de la Defensa, encerrado en los muros de la capital, que consideraba a Oribe dimitido en 1838 y juzgaba legal la elección de Rivera como tercer presidente constitucional de 1839 y ajustada al derecho su sucesión en el gobierno encabezado por Joaquín Suárez.

## Conflicto militar

### Invasión argentina de Uruguay (1839-1843)
En esas condiciones y con el entusiasta apoyo de Francia, comenzó una sublevación unitaria contra Rosas. Rivera abandonó su vieja alianza con los caudillos riograndenses, buscando el apoyo del gobernador de la Provincia de Corrientes, Genaro Berón de Astrada, con quien firmó un tratado contra Rosas y se abrieron las hostilidades. Corrientes, que tenía buenos puertos de río, seguía una política librecambista que chocaba frontalmente con la de Rosas y aspiraba a que se reconociera la libre navegación de los ríos, lo que le permitiría comerciar directamente con naves europeas que remontasen el río Paraná hasta sus puertos.
En febrero de 1839 Rivera firmó el documento por el cual se declaraba la guerra a Juan Manuel de Rosas: “no al benemérito pueblo argentino sino que al tirano del pueblo inmortal de Sud América”. Pocos días después Berón de Astrada hacía lo propio. Los gobernadores de Santiago del Estero, Catamarca y La Rioja daban señales de que no verían con malos ojos el derrocamiento de Rosas y el prestigioso general Juan Lavalle, hasta entonces radicado en Montevideo y reacio a entrar en el conflicto por oponerse a la intervención francesa, se sumó a la lucha.

### Pago Largo
Los ejércitos federales, sin embargo, dieron testimonio de su efectividad y del innegable apoyo popular que gozaban. Pascual Echagüe, gobernador de la Provincia de Entre Ríos y general de la Confederación, recibía cada vez más refuerzos de Santa Fe y de Buenos Aires, que se concentraron en Calá, y luego siguiendo la Cuchilla Grande, marcharon sobre los unitarios, quienes retrocedieron hasta Pago Largo, al sudoeste de Curuzú Cuatiá, Corrientes, donde Berón de Astrada, esperó a las fuerzas entrerrianas. El 21 de marzo de 1839, Echagüe derrotó completamente a Berón de Astrada en la batalla de Pago Largo, en la que hubo una terrible degollina de heridos y prisioneros y en la que fue muerto el propio Berón de Astrada. En junio fracasó en Buenos Aires un intento de asesinar a Juan Manuel de Rosas que supuso el fusilamiento del coronel Ramón Maza; los emigrados unitarios de Montevideo proclamaban: “Es acción santa matar a Rosas”.
En julio, Lavalle desembarcó en Entre Ríos, dispuesto a combatir a Echagüe y firmó una proclama adhiriéndose al federalismo, pero nadie la tomó en serio. De ahí pasó a Corrientes, donde se puso a las órdenes del nuevo gobernador Pedro Ferré.

### Cagancha
A consecuencias de la batalla de Pago Largo, el general Pascual Echagüe invadió el territorio oriental junto a Juan Antonio Lavalleja el 29 de julio de 1839, atravesando el río Uruguay por Salto. De esta manera, las operaciones militares se trasladaron a suelo uruguayo. Luego del desastre de Pago Largo, Rivera comprendió que la invasión desde Entre Ríos era inminente y procedió a destacar fuerzas de caballería sobre la costa del río Uruguay, “concentrando una parte importante de la misma sobre el río Queguay a las órdenes de sus mejores jefes divisionarios, mientras que él, con el resto permanecería en el Durazno”.[cita requerida]
El plan de Rivera consistía en iniciar operaciones de hostigamiento apenas cruzara Pascual Echagüe al territorio oriental y en la inteligencia de ese juego saltó del río Queguay al río Negro y luego al río Santa Lucía, donde se cubrió tras esa barrera hasta recibir la tonificante incorporación de su infantería y artillería, unidades que les fueron desde la cercana plaza de Montevideo.
Sabiéndose débil para provocar un combate campal, Rivera siguió realizando una guerra de recursos, manteniendo constante vigilancia sobre las fuerzas invasoras. La necesidad de proveerse de ganado para las tropas federales propició que se desprendieran del grueso del ejército de Pascual Echagüe varias divisiones, entre ellas la de los coroneles Leonardo Olivera y Manuel Lavalleja hacia las regiones de Maldonado y San José de Mayo respectivamente. Todas fueron batidas en diversos encuentros, las fuerzas de Manuel Lavalleja por Anacleto Medina nuevamente en las puntas del arroyo Arias. A su vez, el coronel Leonardo Olivera fue derrotado el 17 de octubre por el coronel Fortunato Silva, en San Carlos. Rivera abandonó finalmente la barrera del río Santa Lucía, en donde se había mantenido cubierto hasta entonces, para salir resuelto a dar batalla siguiendo al enemigo en sus desplazamientos. Rivera derrotó al ejército de Echagüe en la batalla de Cagancha con tan solo 3000 hombres, mientras que Echagüe lo duplicaba en número teniendo a su disposición un ejército de 6000 hombres.

### Nuevos alzamientos unitarios
La victoria de Rivera dio un nuevo impulso a los unitarios, que comenzaron a presionar al entonces presidente oriental para que invadiera el territorio argentino, cosa a la que este se negó. Lavalle, entonces, asumió el protagonismo y embarcó 4000 correntinos en barcos franceses para llevarlos a la Provincia de Buenos Aires, contra la opinión del gobernador Pedro Ferré.
Lavalle desembarcó en San Pedro el 5 de agosto de 1840 y avanzó sobre la capital; esperaba un alud de gente en su apoyo, pero solo encontró hostilidad e indiferencia. Cuando se encontró con el ejército de Rosas, decidió no combatir y el 7 de septiembre ordenó la retirada. Esta medida fue objeto de durísimas críticas de algunos de sus propios subordinados y de los emigrados unitarios de Montevideo, que no vacilaron en sugerir que era un traidor. Sin duda Lavalle estaba viviendo una profunda crisis personal, que se revela en sus cartas y se había visto terriblemente afectado por la falta de apoyo de la población:

“No he encontrado sino hordas de esclavos; tan envilecidos como cobardes y muy contentos con sus cadenas […] Es preciso que sepas, mi adorada, que la situación de este ejército es muy critica. En medio de territorios sublevados o indiferentes, sin base, sin puntos de apoyo, la moral empieza a resentirse y es el enemigo que más tengo que combatir”

Lavalle se retiró entonces a Santa Fe y ocupó la capital provincial, en medio de los más atroces desmanes, que contaban con el apoyo explícito del general, sumido en una depresión cada vez más profunda:

“¿disciplina en nuestros soldados? ¡No! ¿Quieren matar? Déjenlos que maten. ¿Quieren robar? Déjenlos que roben”
Juan Lavalle a Benjamín Villafañe.

De ahí marchó hacia Córdoba, procurando tomar contacto con el general Gregorio Aráoz de Lamadrid, inicial aliado de Rosas que había defeccionado y estaba al frente de una nueva coalición hostil al Restaurador. La firma, el 29 de octubre de 1840, del Tratado Arana-Mackau, que levantaba el bloqueo francés, fue un golpe de muerte para la causa antirrosista; pero el desastre llegaría el 28 de noviembre, cuando en la Batalla de Quebracho Herrado Lavalle se encontró con las tropas rosistas que comandaba Oribe. El enfrentamiento resultó una aplastante victoria de las tropas de la Confederación sobre los opositores de Rosas, nucleados en la llamada Coalición del Norte.
Lavalle y Lamadrid buscaron apoyo de los emigrados unitarios que estaban en Chile, entre los que se hallaba Domingo Faustino Sarmiento, y proclamaron una guerra a muerte. “Debe imitarse a los jacobinos de la época de Robespierre”, proclamaba Sarmiento, y Lamadrid: “Que quemen en una hoguera a cuantos montoneros agarren”. Pero las victorias federales se sucedían. Por fin, el 19 de septiembre de 1841, Oribe derrotó nuevamente a Lavalle en la batalla de Famaillá. El clima de odio e intolerancia era terrible y se expresa en los documentos. Pacheco, general oribista, escribía: “El titulado general salvaje unitario Mariano Acha fue decapitado ayer y su cabeza puesta en la expectación pública” (Acha había sido el entregador de Dorrego, por la cual era particularmente odiado por los federales). Y el propio Oribe, totalmente transfigurado:

“Treinta y tantos muertos y algunos prisioneros, entre los que quedo el salvaje unitario titulado general Juan Apóstol Martínez, al que le fue ayer cortada la cabeza, fue el resultado de este hecho de nuestras armas federales”

Después de la batalla de Famaillá fueron fusilados y degollados numerosos prisioneros, lo que contribuyó a generar en torno a Oribe la imagen de “degollador”, que la historiografía que le es hostil aún mantiene. Con poco más de 200 hombres, Lavalle siguió hacia el norte, siempre perseguido por Oribe. El 8 de octubre llegaron a la ciudad de San Salvador de Jujuy y Lavalle, enfermó, dejó a su tropa en el exterior y entró a la ciudad con una escolta de ocho hombres. A las 2 de la madrugada del 9 de octubre entró a la casa del ciudadano unitario Zenarruza, donde había parado hasta pocos días atrás el gobernador de la provincia, Elías Vedoya, antes de continuar su huida. Lavalle dejó tres centinelas en la puerta y se fue a dormir. Al amanecer, una partida de soldados federales llegó hasta la residencia con ánimo de detener a Vedoya, cuya fuga se ignoraba. Se suscitó entonces un tiroteo entre los hombres de Lavalle y los recién llegados, en el curso del cual el general recibió un balazo en la garganta y falleció. Sus hombres huyeron y los federales los persiguieron, dejando abandonado el cadáver de Lavalle, a quien no habían reconocido.

### El fin de Lavalle
Lo que siguió es una trágica historia de odio, horror y fidelidad. Oribe, se dice —al menos, así lo creían los hombres de Lavalle—, había jurado llevar a Rosas la cabeza del general unitario; de hecho, una comunicación de este último a Arredondo, gobernador de Córdoba, producida una vez que se supo la muerte de Lavalle, decía:

«He mandado hacer pesquisas sobre el lugar donde está enterrado el cadáver para que le corten la cabeza y me la traigan.»

La pequeña partida de Lavalle, juramentados en la consigna “¡Oribe nunca tendrá el cuerpo del General!”, regresaron a la ciudad, donde el cadáver yacía aún en el sitio de su deceso; envolvieron el cadáver en un lienzo y lo colocaron sobre un caballo, boca abajo y atravesado. Lo cubrieron con un poncho celeste (color unitario) y marcharon hacia el norte, rumbo a la quebrada de Humahuaca. Diez hombres rodeaban los restos de Lavalle, comandados por Laureano Mansilla, con el juramento de morir antes de permitir que alguien profanara el cadáver. Atravesaron la quebrada y como el cuerpo se había descompuesto, a orillas del arroyo Huacalera lo descarnaron, guardaron su corazón en un frasco de vidrio que contenía alcohol, envolvieron la cabeza en un pañuelo y prosiguieron hacia el norte hasta internarse en territorio de Bolivia. Oribe se lo contaba así a Rosas:

«Por fin, no llegaron a Bolivia del salvaje unitario Lavalle más que los huesos y el pellejo de cara. Lo demás quedó para pasto de los cóndores, como lo merecía.»

### Arroyo Grande
Mientras que en la Campaña naval de 1841 en el Río de la Plata la escuadra de la Confederación al mando de Guillermo Brown barría del estuario a la flota improvisada por Rivera y puesta al mando de John Halstead Coe, en el frente terrestre no todo iba bien para las armas federales: el 28 de noviembre de 1841 el general unitario José María Paz (el “Manco Paz”) derrotó al gobernador de Entre Ríos, Echagüe, en la batalla de Caaguazú. Echagüe debió huir y fue suplantado en la gobernación provincial por Justo José de Urquiza, que pasaría a desempeñar un papel decisivo en los acontecimientos futuros.
Auto designándose gobernador de Entre Ríos, Paz organizó una reunión en el río Paraná con Pedro Ferré, gobernador de Corrientes, Juan Pablo López, de Santa Fe (federal enemistado con Rosas) y Fructuoso Rivera, presidente del Uruguay. Representantes de estos cuatro caudillos se reunieron en febrero de 1842 y convinieron continuar la guerra contra la Confederación, pero con el objetivo preciso de formar un nuevo Estado compuesto por los citados territorios, a los cuales se agregaría Río Grande del Sur, constituido entonces en la República Riograndense, cuyo principal jefe, Bentos Gonçalves, había acordado secretamente con Rivera su participación en el proyecto. Pero la coalición, y su proyecto de construir lo que se ha dado en llamar el “Uruguay mayor”, no funcionó adecuadamente; nadie reconocía a Paz como gobernador de Entre Ríos, y el 25 de octubre de 1842, en una reunión realizada en Paysandú directamente por los jefes de la alianza (Paz, Rivera, Ferré, López y Bentos) se acordó dar el mando supremo a las tropas de Rivera, lo que disgustó mucho a Paz y provocó su retiro. Para ese entonces el almirante Guillermo Brown había derrotado a la flota riverista (comandada por el mercenario italiano Giuseppe Garibaldi) en Martín García y en Buenos Aires se había desatado una terrible matanza de adversarios de Rosas que el propio Restaurador debió detener:

“… he visto con el más serio y profundo desagrado los escandalosos asesinatos que se han cometido en estos últimos días, los que, aunque han sido sobre salvajes unitarios, nadie, absolutamente nadie, esta autorizado para semejante barbaridad.”

Oribe, triunfante, regresaba desde Jujuy y llegó al territorio de Entre Ríos; Rivera cruzó entonces el río Uruguay y marchó a enfrentarlo en Arroyo Grande. Cometió así un grave error táctico. Rosas había engañado al diplomático británico Mandeville, que se las daba de amigo suyo, haciéndole creer que Oribe estaba prácticamente desvalido, sin caballos y con pocas armas. “Si el Pardejón (Rivera) supiera aprovecharse…”, habría dicho. Mandeville, de inmediato, envió a un hombre de su confianza al Montevideo a dar la nueva a Rivera, quien la creyó a pies juntillas y marchó en busca de su antiguo enemigo, a quien creía sorprender.
El 6 de diciembre de 1842 se trabó la batalla; ambos ejércitos contaban aproximadamente con 8000 soldados. Las tropas de Oribe estaban compuestas por orientales al mando de su hermano Ignacio Oribe, entrerrianos comandados por Urquiza y soldados del Ejército de la Confederación Argentina. Las de Rivera, por orientales que comandaba el propio caudillo, correntinos, santafecinos y entrerrianos, comandados por Pedro Ferré y "Mascarilla" López. La victoria de Oribe fue aplastante y Rivera huyó del campo de batalla abandonando su caquetá, su espada y sus pistolas.
La batalla de Arroyo Grande significó la apertura de una nueva etapa de la Guerra Grande. Fructuoso Rivera regresó a marchas forzadas a Montevideo y Oribe lo siguió. El 16 de febrero de 1843 la vanguardia de sus tropas acampaban en el Cerrito y sitiaban Montevideo.

## El Sitio Grande (1843-1851)
Durante ocho años el Uruguay estuvo en estado de guerra, recorrido del norte al sur por ejércitos uruguayos, franceses, vascos españoles, de unitarios y federales argentinos, italianos, etc., dividido en dos gobiernos: el Gobierno del Cerrito, presidido por Oribe, cuyo mandato “legal” fue prolongado por las Cámaras que allí se instalaron con muchos de los hombres que integraban el Parlamento disuelto por Rivera en 1838, y el Gobierno de la Defensa, encabezado por Joaquín Suárez como presidente interino (una interinidad de ocho años).
No hubo en ese tiempo acciones militares decisivas. Oribe hubiera podido atacar Montevideo y tratar de tomarla por asalto en varias ocasiones, pero nunca lo intentó. Rosas ordenó al almirante Brown que bloqueara Montevideo, lo cual, de haberse hecho efectivo, hubiera significado el rápido colapso del Gobierno de la Defensa, pero Reino Unido forzó el levantamiento del bloqueo, como ya se ha señalado. La ciudad resistía a merced al apoyo que le daban los barcos franceses e británicos, los cuales no dejaban por ello de comerciar con el Gobierno del Cerrito a través del puerto del Buceo. Los conflictos internos fueron constantes en ambos gobiernos pero, sobre todo, en el Gobierno de la Defensa, carente de un caudillo carismático como sí lo había en el Gobierno del Cerrito. Rivera, que debió jugar ese papel, fue desterrado elegantemente al Brasil en 1845, después de su derrota en la Batalla de India Muerta ante Urquiza, y los jefes militares que permanecieron —Melchor Pacheco y Obes, Lorenzo Batlle, Venancio Flores— no tenían aún dimensión de caudillos.
Con frecuencia pasaban varios meses sin que se disparara un tiro. Los intercambios entre ambos campos —sitiadores y sitiados— fueron frecuentes y a veces se permitía a las familias divididas que se encontraran en extramuros. La muerte de Dámaso Antonio Larrañaga (16 de febrero de 1848), que vivía en Miguelete, cerca del Cerrito, y celebraba misa todos los domingos en la Iglesia Matriz de Montevideo, determinó un cese transitorio de la guerra y la participación de gente de ambos bandos en sus exequias.

### La defensa
Al finalizar el mandato de Rivera no se pudieron realizar elecciones y se designó como presidente interino a Joaquín Suárez, que ejerció ese cargo durante ocho años, hasta el final de la guerra. En lugar de las Cámaras se crearon dos organismos que hacían las veces de Poder Legislativo: la Asamblea de Notables y el Consejo de Estado, provistos por designación directa, fueron mucho más que una forma de encubrir una dictadura; intentaron realmente ejercer sus funciones de contralor del gobierno y los conflictos con el Poder Ejecutivo fueron constantes.
El Gobierno de la Defensa abolió parcialmente la esclavitud, decretando la libertad de todos los esclavos pero haciéndola efectiva parcialmente solo para aquellos que entraran a servir en el ejército; los demás (mujeres, niños, ancianos) quedaban en situación de “colonos”, lo que en la práctica significaba una prolongación del estatuto servil. El Gobierno de la Defensa puso en funcionamiento la Universidad, creada por Oribe durante su mandato legal pero interrumpida en su labor por la guerra.
En términos generales, los hombres del Gobierno de la Defensa se consideraban defensores de las libertades, de los derechos humanos, del progreso proveniente de Europa, desconocidos por el autoritarismo, y de la independencia nacional puesta en cuestión por la alianza de Oribe con Rosas. En ese combate, cargando de idealismo, se vieron a sí mismos como numantinos adalides de una causa justa y revelaron en la defensa de la misma una gran determinación y mucha inteligencia, liderados por Manuel Herrera y Obes. En su empeño, sin embargo, terminaron por rodearse de extranjeros de todo origen, por favorecer la invasión del país por ejércitos de Entre Ríos y del Brasil y por enajenar definitivamente una parte sustancial del territorio de la nación.

### El Cerrito
El gobierno de Oribe, instalado en el Cerrito, próximo a la llamada Villa de la Restauración, reconstruyó las Cámaras disueltas por Rivera en 1838 y trató de cubrir sus acciones con el respeto a cierta legalidad. Se realizaron, con las limitaciones del caso, elecciones para proveer los cargos que habían quedado vacantes en el Parlamento, y este, aprobando una legislación extraordinaria, renovó periódicamente el mandato de Oribe como presidente. Este ejerció una fuerte influencia de tipo caudillesco y aunque en general gobernó con moderación, su autoritarismo le generó conflictos con el sector liberal o “doctoral” de su bando, representado por personalidades como Bernardo Prudencio Berro, Carlos Jerónimo Villademoros, su canciller, que mantuvo una fuerte rivalidad con la creciente figura de Bernardo Prudencio Berro.
El Gobierno del Cerrito comerciaba a través del puerto del Buceo, que había instalado una aduana cuyo edificio aún se conserva (la “aduana de Oribe”) y los productos llegaban y partían del puerto a través del Camino del Comercio (en la calle que, parcialmente, conserva ese nombre). Oribe también organizó en las afueras de la ciudad un gobierno paralelo con tres campamentos. El campamento del Cerrito, donde se organizaba la milicia, con capital en Restauración, ciudad que hoy es el montevideano barrio de La Unión, donde se manejaba la política, y el del puerto del Buceo, donde se dirigía la economía del país y por donde se sacaban los cueros para exportar. A cargo del control de casi todo el país, el Gobierno del Cerrito dejó una ingente obra legislativa, cuyo punto máximo fue la abolición de la esclavitud en forma total en 1846, rígidamente aplicada y vigilada por Oribe personalmente, se tomaron medidas de control de las fronteras, se fundaron institutos de enseñanza y se reorganizó un Poder Judicial que funcionó de manera independiente, dentro de las circunstancias.
Los hombres del Cerrito se consideraban defensores de la soberanía nacional, entendiendo nación en sentido amplio, con alcance americano. Se manifestaron contrarios a toda injerencia europea y resistieron con heroísmo. Oribe, dependiente de Rosas en el plano militar, fue celoso guardián de los asuntos internos y tuvo tormentosos conflictos con algunos jefes militares y algunos diplomáticos del Restaurador. No hay elemento alguno que confirme que en los proyectos de los hombres del Cerrito estuviese la reanexión del Uruguay a la Confederación Argentina, como denunciaban —y temían— sus adversarios.

### Desarrollo del conflicto
Si bien en esos nueve años de sitio, las relaciones entre sitiados y sitiadores tuvieron sus altos y bajos, la realidad en la campaña era otra. Allí estaba el general Rivera, recorriendo la campaña y enfrentando a los sitiadores, a poco más de un año de haberse sitiado Montevideo. Durante el invierno de 1844, Rivera le escribió a Santiago Vázquez una carta relatando sus andanzas, desde las batallas hasta las intrigas:

Tenemos un Ejército con que hemos de combatir 20 años si necesario fuere para liberar nuestra Patria; es verdad que estamos muy pobres, nada tenemos sino patriotismo, pero nada ha de arredrarnos hasta ver libre a la República de los feroces y bárbaros invasores; si ella se pierde, porque esta sea la suerte que le está deparada, con ella nos hemos de defender todos, y nuestros enemigos tendrán la gloria de contar nuestros cadáveres, pisar nuestras cenizas […] Señor Ministro y mi amigo… El Gobierno de Buenos Aires nos desafió a la guerra, la aceptamos gustosos y yo no que he debido ni puedo hacer más de lo que había de sustentarla y la sustentare a la par de todos mientras exista [...]

Rosas, decidido a derrotar a Rivera, apoyó al general Oribe con un cuerpo expedicionario de 4000 entrerrianos al mando del general Urquiza. Rivera envió al comandante Doroteo Pérez a Montevideo con la finalidad de pedir tropas de infantería para la batalla decisiva; por otro lado, dejó acampando el grueso del ejército en las costas del arroyo Alférez, mientras que él junto a 500 tiradores y 500 lanceros, va rumbo a Minas para atraer a Urquiza a un terreno más apropiado a sus tropas para el combate, contando siempre con la infantería que llegaría de la capital. Para recibir dichos contingentes se comisionó al general Medina y al coronel Olavarría quienes, acompañados por el capitán Gregorio Suárez, se dirigieron a la isla de La Paloma, donde obtuvieron municiones e información: los franceses Neirac y Bihoul, dueños de una ballenera que provenía de Montevideo, les proveen de municiones y les informan que el gobierno planificaba el envío de las tropas solicitadas. El jefe del Estado Mayor General, José Antonio Costa, envió un parte a Rivera manifestándole sus dudas acerca de la llegada a tiempo de los recursos solicitados al Gobierno de la Defensa.
Rivera, quien iba desde Arequita, regresó y quedan el comandante Vega y Silveira con órdenes de cubrir la retirada y comunicar novedades. Las primeras informaciones sobre el enemigo no sorprendieron a Rivera: además de los 3000 hombres con que Urquiza iba marchando de día, avanzaba por la noche, distante siete leguas de su retaguardia, otra columna cerrada con flanqueadores, cuyo número no se podía precisar. Eso demostró a Rivera que no habían salido los refuerzos solicitados a Montevideo porque entonces Urquiza, que tenía muy buena información, no hubiese comenzado su avance. Frente a esta situación, reúne a sus jefes de división para comunicarles la decisión de salir al encuentro de Urquiza, recibiendo apoyo unánime en que se debía dar batalla sin esperar más. En el acta labrada y siendo grabada por todos los jefes presentes que en esa oportunidad se consigna, entre otras cosas:

Las circunstancias le ponen en el caso de volver a tomar la iniciativa sobre las fuerzas que sitian su Capital para buscar la incorporación de ambos ejércitos, [...] Que se hace imprescindible la ocupación al efecto del Departamento de Maldonado, para la colocación del convoy de familias. [...] Que una fuerza enemiga de 2000 hombres al mando del General invasor Urquiza, que sigue su marcha a retaguardia del Ejército con el objetivo, sin dudas de cruzar sus miras [...] No solamente por los motivos expuestos por el General en Jede, mas también para aprovechar el estado brillante de moral, disciplina y entusiasmo de todos los Cuerpos del Ejércitos

Más allá del alto espíritu que bañaba a las tropas riveristas, la realidad era que se los encontraba casi sin armas, mal vestidos y cansados. La falta de armamento y la imposibilidad de recibirlo antes de la batalla motivó que muchos soldados, no teniendo otra cosa que cuchillos, facones y tijeras de tusar, se ocuparan de cortar varas de sauce para con ellas confeccionar las lanzas. El ejército de Rivera se puso en movimiento rumbo al arroyo de India Muerta y fue vencido el 27 de marzo de 1845 en lo que fue llamado la Batalla de India Muerta, con un ejército que contaba entre 2000 y 3200 hombres, perdiendo 1700 hombres, frente al ejército de Urquiza que contabilizaba en total 3000 hombres, con un total de 160 bajas. En 1846 regresó nuevamente Rivera y por medio de un golpe fulminante preparado en gran parte por Bernardina Fragoso, volvió a tomar el poder militar del Gobierno de la Defensa apoyado por sus viejos caudillos, que proclamaban “se viene el patrón”. De inmediato intentó entrar en contacto con Oribe para procurar una solución “entre orientales”, pero su derrota militar en la Batalla del Cerro de las Ánimas (17 de enero de 1847) frustró ese propósito y el caudillo fue definitivamente desterrado al Brasil en enero de ese mismo año.
Mientras tanto, y desde 1845, Rosas enfrentaba otra intervención armada de Francia e Reino Unido, que tuvo su punto más alto en la Batalla de la Vuelta de Obligado (noviembre de 1845) cuando se libró una batalla naval de gran importancia. Paralelamente a esta ofensiva, Garibaldi, al frente de sus mesnadas, asoló Colonia del Sacramento (30 de agosto de 1846) y ocupó Gualeguaychú y Salto, además de la isla Martín García. Pero la firmeza de Rosas en la defensa de la soberanía nacional y los cambios políticos en Europa (victoria de los liberales en Reino Unido, revolución de 1848 y establecimiento de la república de Francia) determinaron que en 1849 se firmara el Acuerdo Southern-Arana, por el cual Reino Unido se comprometía a retirar sus barcos, reconocía el derecho soberano de la Argentina a la navegabilidad de sus ríos interiores y aceptaba desagraviar el pabellón argentino. El 27 de agosto de 1850 se firmó la Convención Le Predour-Arana, que establecía similares condiciones para Francia. Rosas había obtenido una gran victoria, había reafirmado y hecho respetar la soberanía nacional y Montevideo parecía condenada a una rápida derrota. El gobierno de la Defensa envió entonces a Francia a Melchor Pacheco y Obes en busca de auxilio, pero este, pese al brillo con que desempeñó su misión, volvió con poco más que buenas palabras y un libro redactado por Alejandro Dumas, Montevideo o la nueva Troya.

## La coalición antirrosista (1851-1852)
Sin embargo, en el año 1851 la situación sufrió un cambio radical. Por un lado, el diplomático Andrés Lamas obtenía del Imperio del Brasil el compromiso de este de intervenir en el conflicto en favor del Gobierno de la Defensa, y por el otro, el caudillo entrerriano Justo José de Urquiza rompió su alianza con Rosas. Pesaron en esta decisión diversos motivos, que van desde la creciente oposición de intereses de Entre Ríos y la política del Restaurador (que por más federal que fuera, seguía empleando el puerto de Buenos Aires como vía de salida de toda la producción del área) hasta las ambiciones personales de Urquiza, transformado en uno de los hombres más ricos y poderosos de la región y reacio, por tanto, a continuar bajo la égida de otro caudillo. El 3 de abril de 1851 y ya en estrecha comunicación con el canciller del Gobierno de la Defensa, Manuel Herrera y Obes, Urquiza declaró su ruptura con Rosas y el 1 de mayo lo desconoció como encargado de las relaciones internacionales de la Confederación Argentina. El 29 de mayo se firmó en Montevideo un tratado de alianza ofensivo-defensiva entre el gobierno de la Defensa —que se presentaba como el único legítimo en el Uruguay—, el Imperio del Brasil y la provincia de Entre Ríos (los firmantes fueron, respectivamente, Manuel Herrera y Obes, Da Silva Pontes y Cuyás y Sampere). En su texto los firmantes acordaban “hacer salir del Uruguay al general don Manuel Oribe y a las fuerzas argentinas que manda”, y establecían que cualquier acto del gobierno argentino en contra de este propósito lo convertiría en enemigo de la coalición. El ejército oriental se colocaba bajo el general Eugenio Garzón, ex blanco que se había cambiado por discrepancias con Manuel Oribe. Una cláusula de fundamental importancia que establecía:

“… será obligación del presidente electo [del Uruguay] celebrar con el gobierno imperial todos los ajustes y convenciones exigidos por la necesidad o el interés de mantener las buenas relaciones internacionales, si tales ajustes no hubieran sido celebrados por el gobierno precedente”.

El 19 de julio de 1851 el Uruguay fue invadido por Urquiza, que cruzó el río Uruguay por Paysandú; por Garzón, que cruzó el mismo río a la altura de Concordia. En Paysandú se sumaron a Urquiza. Servando Gómez, Lucas Píriz y otros oficiales oribistas, hartos de aquella guerra interminable y previstos de su resultado. Ignacio Oribe, que rechazó indignado una oferta para pasarse de bando, pretendió presentar batalla a los invasores, pero sufrió la deserción en masa de sus tropas. Manuel Oribe, entonces, dejó 6000 hombres en el sitio y al frente de 3000 se dirigió hacia Urquiza, uniendo esas fuerzas con las que le quedaban a su hermano Ignacio Oribe.
Urquiza en espera de refuerzos provenientes del Brasil, eludió el combate. El 4 de septiembre, 13 000 brasileños ingresaron por Santa Ana y Oribe comprendió que no tenía posibilidad alguna de resistir. Envió ante Urquiza a Lucas Moreno con instrucciones de llegar a un acuerdo y se retiró al Gobierno del Cerrito. Después de una larga negociación, se firmó el 8 de octubre de 1851 el acuerdo que ponía fin a la Guerra Grande. Según el mismo, el Uruguay quedaba bajo el control del Gobierno de la Defensa, que se comprometía a convocar elecciones a la brevedad posible. Se establecía que todos los orientales, al margen del bando que se hubieran alineado, tendrían los mismos derechos; que Oribe quedaba en libertad y podría disponer de su persona; que los actos del Gobierno del Cerrito se considerasen legales a todos los efectos, y que el nuevo gobierno a ser elegido asumiría las deudas contraídas por aquel. Se reconocía que la resistencia a la intervención anglo-francesa se había hecho con el propósito de defender a la independencia oriental y que, en definitiva, en el conflicto terminaba “sin vencidos ni vencedores”. Verbalmente, se establecía la inmediata evacuación de las tropas argentinas, aunque Urquiza se quedó con el valioso parque e incorporó la mayoría de los soldados a sus tropas.

El 12 de octubre, Andrés Lamas pagaba, en nombre del Uruguay, un pesado precio por la intervención solicitada al Brasil: cinco tratados entre el gobierno brasilero y el de "la Defensa", que el propio Lamas, en correspondencia con su gobierno, calificara de “malísimos”. Estos cinco tratados fueron: 

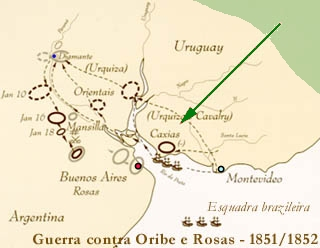
Movimiento de tropas finales de la guerra, en verde, tropas brasileñas, de Diamante parten las fuerzas de Urquiza, hasta la batalla de Caseros

- Tratado de límites: se establecía como límite norte el río Cuareim, lo que significaba reconocer la soberanía brasileña sobre las Misiones Orientales (ya ocupadas en los hechos por el Imperio).
- Tratado de "perpetua alianza": del Brasil al gobierno legal (es decir, colorado), consagrándole al Brasil derecho de intervención en los asuntos internos. Permitía la participación de fuerzas militares brasileñas en sus conflictos internos a pedido el “gobierno legitimo” del país.
- Tratado de extradición: Uruguay debía devolver a los esclavos brasileros fugados y que buscaran refugio en la República.
- Tratado de prestación de socorros: Uruguay recibía un préstamo de 138 000 patacones (que debía pagar a un interés del 6 %) y reconocía a cambio una deuda de guerra de 300 000, en garantía del pago de cual consentía en enajenar sus rentas públicas, especialmente las aduaneras.
- Tratado de comercio y navegación: declaraba la libre navegación a Brasil del río Uruguay y sus afluentes. El Estado debía abolir los impuestos aduaneros para todas las exportaciones de ganado en pie y de tasajo (lo que provocó la ruina de los saladeros uruguayos).

Finalizado el conflicto en el Uruguay, la coalición atacó directamente a Rosas. El 3 de febrero de 1852 se libró la Batalla de Caseros, en la provincia de Buenos Aires, en la cual las tropas aliadas, comandadas por Urquiza e integradas por unos 20 000 argentinos, 4000 brasileños y 2000 orientales (comandados por el entonces coronel César Díaz -ascendido a general después del combate- derrotaron aplastantemente a las fuerzas de Rosas y forzaron su dimisión, seguida de la marcha al exilio, del que ya no retornaría. Finalizada así la larga tiranía ejercida en nombre del federalismo, que ya no se recuperaría nunca totalmente. Para un sector de la historiografía argentina la Batalla de Caseros significó el fin de un período oscuro y sangriento y el inicio de una época mejor, de libertades y progreso. Para otro, el llamado revisionista, la caída de Rosas y su Confederación Argentina fue la mayor catástrofe de la historia argentina y la base de su dependencia económica y subdesarrollo.
La Guerra Grande fue un desastre tanto para el Uruguay como también para la Argentina; la economía del país quedó en ruinas, los odios partidarios se hicieron irreversibles y Uruguay quedó enajenado, empequeñecido y sometido al Imperio del Brasil.

## Consecuencias
El sitio de Montevideo y la guerra en el territorio del Estado Oriental finalizó con la paz del 8 de octubre de 1851, en la cual se acordaba que ningún partido había triunfado, y se estableció el lema "ni vencidos, ni vencedores".
El Uruguay había quedado virtualmente en ruinas: se había producido un descenso en la población (muchos uruguayos se vieron forzados a buscar refugio en Argentina, aun cuando los "blancos" también eran mal vistos por los "unitarios" que con ayuda de los brasileños y "colorados" habían triunfado en Argentina tras la batalla de Caseros), y en los sectores más populares se había acentuado la pobreza. El 80 % de la población permanecía en el analfabetismo.
Por otra parte, en materia económica, la ganadería estaba hundida, al igual que la industria saladeril. El Estado debió hacer frente a grandes deudas contraídas con Brasil, Francia y Reino Unido.
Tuvieron lógicamente consecuencias nefastas para el país; más con la intervención de Brasil en la resolución del conflicto, firmándose varios tratados que favorecían el comercio y economía brasileras en perjuicio de la uruguaya. Se vio comprometida la soberanía del país; aduanas y tierras extranjerizadas; la tierra desvalorizada, la ganadería y los saladeros en ruina y descenso de la población.
Ante tremendo panorama, se buscó evitar nuevas guerras de este tipo; así se proclamó que no hubo "ni vencedores ni vencidos" y se buscó la pacificación mediante políticas de fusión (o creación de partidos que dejaran atrás las divisas) y pactos entre los jefes militares, que se comprometieran a no hacerse la guerra. Sin embargo, los años siguientes a la Guerra Grande fueron de inestabilidad política y guerras civiles.